# Athetis amorata
Athetis amorata là một loài bướm đêm trong họ Noctuidae.